# Санкт-Петербургский автомобиль-клуб
«Санкт-Петербургский автомобиль-клуб» (СПАК) — один из старейших автомобильных клубов России, основанный в Санкт-Петербурге в 1902 году. Изначально клуб имел целью «распространение автомобилей, поощрение автомобильной техники и промышленности, сближение автомобилистов и упорядочение езды по городу», позже цели клуба были значительно расширены.

## История

Знак СПАК

Образован 24 ноября 1902 года на учредительном собрании из 14 российских энтузиастов автомобилизма и автомотоспорта. Большую организационную работу по созданию клуба провёл А. П. Нагель. На втором собрании клуба 9 декабря 1902 года, проходившем в гостинице «Англетер», был утверждён проект значка клуба. На общем собрании членов «Санкт-Петербургского автомобиль-клуба» 26 января 1903 года был избран временный комитет, председателем которого стал В. А. Рейс.
Официально клуб получил право на существование с 26 февраля 1904 года, когда был утвержден устав «Санкт-Петербургского автомобиль-клуба». В 1907 году председателем клуба стал П. Н. Беляев.

Санкт-Петербургский автомобиль-клуб.

«Санкт-Петербургский автомобиль-клуб» состоял под Августейшим покровительством Его Императорского Высочества Великого князя Сергея Михайловича. Деятельность «Санкт-Петербургского автомобиль-клуба» благотворно сказывалась на развитии автомобилизма и автомотоспорта по всей России. Проводилось большое число автопробегов и рекордных заездов на верстовых гонках. Активное участие клуб принял в организации и проведении первых в России международных автогонок и международных автомобильных выставок.
В августе 1914 года, с переименованием Санкт-Петербурга в Петроград, соответственно изменилась эмблема клуба и его название — «Петроградский автомобиль-клуб» (ПАК). Во время Первой мировой войны клуб сыграл большую роль в обеспечении автомобильного обслуживания русской армии, включая формирование санитарно-автомобильных отрядов.
В советское время его преемником стал Ленинградский автомотоклуб.

## Председатели клуба
- 1903—1907 — В. А. Рейс, владелец фабрики «Титан»;
- 1907—1912 — П. Н. Беляев, победитель первой в России «гонки моторов»;
- 1912—1916 — В. П. Всеволожской, известный автомобилист, доктор;
- 1917 — П. И. Секретев, бывший командир 1-й Автомобильной учебной роты, начальник Военной автомобильной школы, генерал-майор;
- 1917 — снова В. П. Всеволожской.